# Christoph 4
Christoph 4 ist der Funkrufname eines Zivilschutz-Hubschraubers des Johanniter-Landesverband Niedersachsen-Bremen in Zusammenarbeit mit dem Bundesministerium des Innern (Halter des Luftfahrzeuges). Die Piloten kommen von der Bundespolizei-Fliegerstaffel Gifhorn. Der Hubschrauber vom Typ Eurocopter EC 135 ist an der Medizinischen Hochschule Hannover stationiert.

## Geschichte
Das Luftrettungszentrum (LRZ) wurde am 2. Oktober 1972 in Hannover in Dienst genommen. Als erste Maschine diente eine Bölkow Bo 105. 1984 wechselte man auf eine Bell UH 1D, da diese größer war. Ab Dezember 1997 wurde wieder auf eine Maschine vom Typ Bölkow Bo 105 gewechselt. Für die Stellung der Rettungsassistenten ist die Johanniter-Unfall-Hilfe zuständig. Die Notärzte kommen von der Medizinischen Hochschule Hannover. Seit dem 5. Juli 2007 dient ein Eurocopter EC 135 als Fluggerät.
Am 7. Oktober 2022 fand für Christoph 4 eine Jubiläumsfeier im Neuen Rathaus in Hannover statt. Nach über 50 Jahren Dienstzeit hatte Christoph 4 bis dahin 71.800 Einsätze geflogen.

## Sonstiges
Der Name Christoph geht auf den heiligen Christophorus zurück, den Schutzpatron der Reisenden. 
Reinhard Mey schrieb 1990 das Lied "Golf November", um die Arbeit der Luftretter zu würdigen. Der Liedtext beschreibt einen realen Einsatz von Christoph 4 am 23. Dezember 1986, bei dem ein Kind gerettet wurde, das in das Eis vom Steinhuder Meer eingebrochen war.